# Millerville, Alabama
Millerville är en så kallad census-designated place i Clay County i Alabama. Vid 2010 års folkräkning hade Millerville 278 invånare.